# Клингоны
Клинго́ны (англ. Klingons, [ˈklɪŋɒn]) — вымышленная инопланетная цивилизация гуманоидов-воинов из научно-фантастической вселенной «Звёздный путь». Клингоны названы создателем «Звёздного пути» Джином Родденберри в честь своего сослуживца — лейтенанта Вилбора Клингэна.
Клингоны, разработанные в 1967 году сценаристом Джином Л. Куном для оригинального сериала «Звёздный путь», были смуглыми гуманоидами, отличающимися гордой безжалостностью и жестокостью. Клингоны исповедовали феодализм и авторитаризм, а каста воинов полагалась на рабский труд. Благодаря значительно расширенному бюджету на макияж и эффекты, клингоны были полностью переработаны для фильма 1979 года «Звёздный путь: фильм», получив выступающие лбы. В последующих телесериалах и более поздних фильмах милитаристские черты клингонов подкреплялись повышенным чувством чести и строгим военным кодексом, подобным таковым в бусидо.
Клингоны — постоянные антагонисты телесериала 1960-х годов «Звёздный путь» и появлялись во всех последующих сериалах, а также в десяти художественных фильмах «Звёздный путь». Изначально задуманные как антагонисты для команды звездолёта «Энтерпрайз», клингоны стали близкими союзниками человечества в сериале «Звёздный путь: Следующее поколение». В сериале 1990-х годов в сериале «Звёздный путь: Глубокий космос 9» люди и клингоны объединяются с ромуланами для борьбы с Доминионом.
Среди элементов, созданных для исправленных клингонов, был настоящий клингонский язык, разработанный Марком Окрандом из тарабарщины, предложенной актёром Джеймсом Духаном. Разговорный клингонский язык вошел в массовую культуру до такой степени, что на него были переведены некоторые произведения Уильяма Шекспира и части Библии. Изданы словарь, сборник изречений и справочник по языку. Согласно Книге рекордов Гиннеса, клингонский язык — самый популярный вымышленный язык в мире, если судить по количеству говорящих.
Основным справочником по клингонской культуре, изображенной на клингонском языке, является «Клингон для галактического путешественника» Марка Окранда (Pocket Books, Нью-Йорк, 1997). Сборник клингонских пословиц и поговорок, отражающих и описывающих клингонскую культуру, содержится в «Клингонском пути: Руководство воина» Марка Окранда (Pocket Books, Нью-Йорк, 1996).

## Создание клингонов

### Концепция
Клингоны были созданы сценаристом Джином Л. Куном и впервые появились в серии "Миссия милосердия" (1967) "Звёздного пути" . Они были названы в честь лейтенанта Уилбура Клингана, который служил с создателем сериала «Звёздный путь» Джином Родденберри в Департаменте полиции Лос-Анджелеса. В Оригинальном телесериале (TOS) Клингоны обычно изображались с бронзовой кожей и волосами на лице, наводящими на мысль о азиатах, и обладали физическими способностями, схожими с человеческими (фактически, единственное физическое описание их Куном в сценарии «Миссия милосердия» — это «восточные» и «суровые»). Смуглый облик клингонских мужчин был создан с помощью крема для обуви и использования длинных тонких усов; небольшое бюджетирование ограничивает творческий потенциал. Общий вид инопланетян, сыгранных белыми актёрами, предполагал ориентализм в то время, когда воспоминания о действиях японцев во время Второй мировой войны были ещё свежи. Съемочная группа так и не пришла к соглашению о названии «клингон»; Кун был непреклонен в сохранении этого имени, и он настаивал, потому что никто другой не предлагал лучшего имени.
Клингоны взял на себя роль Советского Союза с вымышленной ролью в Объединённой федерации планет. Как таковые, они, как правило, изображаются как уступчивые экипажу «Энтерпрайза». В целом они были показаны без искупающих качеств — жестокие, коварные и кровожадные Хотя это изображение иногда способно удивить, клингоны были близки к диким животным. Клингоны стали главными антагонистами экипажа «Энтерпрайза», потому, что затраты, необходимые для создания другой инопланетной расы, ромулан, было слишком трудоемким и дорогостоящим.
В течение первых двух сезонов не было замечено ни одного клингонского корабля, несмотря на то, что они часто упоминаются. Это возникало из-за бюджетных ограничений; у дизайнера Мэтта Джеффри не было денег на создание клингонского корабля до третьего сезона. Когда эпизоды были ремастированы, начиная с 2006 года, клингонские корабли были в цифровом формате вставлены в ранние кадры, чем их изначальное появление.

### Обновление
Для фильма 1979 года «Звёздный путь» внешний вид клингонов был радикально изменён. Чтобы придать инопланетянам более изощренное и угрожающее поведение, клингоны стали изображаться с выпуклыми лбами, кривыми и выступающими зубами, а также со своим языком и алфавитом. Ли Коул, дизайнер-постановщик, использовал красные гели и примитивные формы в дизайне клингонских консолей и интерьеров кораблей, которые получили тёмную и угрюмую атмосферу. Алфавит выполнен угловатым, с острыми краями, намекающими на милитаристскую направленность. Художник по костюмам Роберт Флетчер создал новую униформу для клингонов, напоминающую феодальные японские доспехи.
Некоторые культуры клингонов, напоминающие японскую культуру с честью во главе всего, фактически впервые намеревались показать в запланированном двухсерийном эпизоде «Китумба» для несостоявшегося сериала «Звёздный путь: Фаза II» 1978 года. Писатель Джон Мередит Лукас рассказал: "Я хотел чего-то такого, чего мы никогда раньше не видели в сериале, глубоко проникновения во вражеское пространство.
Хотя в фильме «Звёздный путь II: Гнев Хана» не было видно персонажей-клингонов, их появление в качестве центрального врага в фильме 1984 года «Звёздный путь III: В поисках Спока» привело к незначительным изменениям. Для третьего поколения Клингонов тяжелые, зазубренные гребни головы в Кинофильме были переработаны и сделаны менее заметными. Флетчер был доволен оригинальной киноформой. Были изготовлены новые костюмы, сохранившие атмосферу феодального японского дизайна; Флетчер считал, что это важная часть авторитарного отношения клингонов. Было разработано новое оружие, включая специальный нож, известный как d’k tahg.
Выпуск нового телесериала «Звёздный путь: Следующее поколение» побудил к дальнейшему пересмотру описания культуры клингонов, хотя Джин Родденберри хотел избежать повторного появления рас из старого сериала. Действие происходит на столетие позже, чем в «Оригинальном сериале». На корабле «Энтерпрайз-D» появляется член экипажа клингон, Ворф. Визажисту Майклу Уэстмору несмотря на необходимость сохранения преемственности во внешности, у каждого отдельного клингона должны быть свои гребни на голове. Он нашел то, что искал в книге о динозаврах: наблюдая, как позвонки динозавров лежат ровно, Уэстмор разрезал рисунки пополам и изменил их, чтобы они подходили каждому клингону. Уэстмор спроектировал бороды своих клингонов так, чтобы они были елизаветинскими, сочетающими в себе доисторические и аристократические элементы. Со временем Уэстмор и другие визажисты разработали различные размеры протезных головных уборов, которые можно было быстро нанести и улучшить, чтобы сэкономить время; объём подготовки к превращению актёра в клингона уменьшился примерно с трех часов до одного. В то время как у важных персонажей были изготовленные на заказ головные уборы, второстепенные актёры использовали готовые маски с незначительной подкраской вокруг глаз и рта. Художник по эффекту «Следующего поколения» Дэн Карри использовал свой опыт в боевых искусствах, чтобы создать плавный боевой стиль для гонки. Когда в серии «Воссоединение» потребовался специальный клингонский клинок, Карри под влиянием вооружения с Дальнего Востока для разработки использовал оружие, известного как бат’лет. Карри, коллекционер оружия, не понравилось вымышленное разработанное оружие, которое «выглядело круто», но которым практически нельзя было пользоваться. Карри объединил элементы гималайского кукри, китайских топоров и боевых полумесяцев, чтобы создать двуручное изогнутое оружие, которое с тех пор широко используется во франшизе.
Культура клингонов стала напоминать пересмотренные западные стереотипы цивилизаций, таких как зулусы, викинги и различные индейские народы, — как гордой, воинственной и принципиальной расы. В то время как клингоны «Оригинального сериала» служили аллегорией современных тоталитарных режимов, клингоны «Следующего поколения» придерживались принципов, более соответствующих бусидо; актёр Майкл Дорн заявил, что без пересмотра клингонской культуры его персонаж Ворф не был бы офицером Звёздного флота. С первой клингонской историей в «Следующем поколении», в серии первого сезона «Сердце славы», клингоны снова стали важной частью вселенной «Звёздного пути», а с появлением сериала «Звёздный путь: Глубокий космос девять» клингоны стали героями, а не злодеями, хотя часто враждовали с Федерацией.
Последний фильм «Звёздный путь», в котором представлены все актёры из оригинального телесериала, «Звёздный путь VI: Неоткрытая страна» (1991) послужил мостом между клингонами, воюющими с Федерацией, и временем «Следующего поколения». На момент создания фильма Советский Союз рушился, а с приходом гласности старая аллегория о клингонах как о русских устарела. Клингонов переработали, чтобы напоминать нацистов, с красно-бело-черным клингонским флагом, намеренно похожим на флаг нацистской партии. Клингоны в фильме обильно цитируют Шекспира, и эта черта проистекает из сравнения режиссёром Николасом Мейером присвоения Шекспира Империей с аналогичной попыткой нацистов в 1930-х годах. Мейер также считал уместным, чтобы шекспировские актёры, такие как Кристофер Пламмер и Дэвид Уорнер, произносили реплики. Распад империи клингонов из-за инцидента, подобного Чернобылю, приводит к новой эре для Федерации и клингонов, что подталкивает ко времени «Следующего поколения» и более поздних сериалов, где два правительства являются торговыми партнерами и иногда союзниками. Показано, что члены Звёздного Флота крайне нетерпимы к клингонам, которые, в свою очередь, считают, что их образ жизни будет стерт с лица земли< name="startrekVI-commentary"/>. Клингонам дали новую униформу, разработанную Доди Шепард, отчасти потому, что костюмов Флетчера из «Кинофильма» не хватило для удовлетворения требований фильма.
Дорн описал игру клингона как простую, пошутив, что после нескольких часов сидения в кресле для макияжа актёры были очень заинтересованы в том, чтобы правильно произнести диалог с первого раза. Клингон Роберт О’Рейли сказал всем клингонам-неофитам, что самая важная часть выступления — это произнести строки с верой и «идти до конца». Когда у персонажа О’Рейли и Дорна произошла конфронтация, визажисты вытирали слюну между дублями из-за резкого языка. Тодд Брайант (капитан Клаа в «Звёздном пути V: Последняя граница») точно так же заметил, что если актёр плевался слюнями в других, говоря на клингонском, он отлично справился.
Во время съемок «Неизведанной страны» Кристофер Пламмер попросил режиссёра Николаса Мейера адаптировать внешний вид своего персонажа, почувствовав, что тяжелые приспособления для лба выглядят довольно фальшиво. Вместо этого персонаж Пламмера, генерал Чанг, был лысым, со сглаженными гребнями и повязкой на глазу, привинченной к черепу. Пламмер считал, что уникальная внешность помогла «очеловечить» персонаж. В отличие от белых актёров, изображающих воинов, более поздние роли клингонов в основном играли черные актёры.
В сериале «Звёздный путь: Дискавери» внешний вид клингонов снова был изменён за счет более обширных протезов лица и зубов, а также удлиненных черепов. Новые клингоны изначально были лысыми, в отличие от предыдущих сериалов, но это было изменено во 2 сезоне. Говорят, что отсутствие волос было церемониальным во время войны с Федерацией, возвращаясь к рассказу о Кахлесс, постриженном с пряди волос, чтобы выковать первый. У них также есть чёрные и фиолетовые вариации цвета кожи.

### Изменения внешности после «Оригинального сериала»
Согласно официальному веб-сайту Star Trek, изменчивая внешность клингонов была «вероятно, самой популярной темой для разговоров среди поклонников Звёздного пути». Хотя настоящей причиной несоответствия между клингонами из «Оригинального сериала» и их аналогами из художественных фильмов и более поздних телесериалов была нехватка бюджета в начале, фанаты взяли на себя задачу придумать приемлемую каноническую причину для внезапного изменения.
Среди фанатских теорий было то, что клингоны «Оригинального сериала» были:
- Люди, воспитанные как клингоны, похожие на янычар (христиане, похищенные Османской империей примерно с 1300-х по 1800-е годы)
- Лишение гребней хирургическим путем по косметическим или дипломатическим причинам.
- Гибриды с более человеческими видами[23],
- Какая-то порабощенная раса призвана на военную службу или дислоцирована вблизи границы Федерации.

Простые теории о том, что разные клингоны принадлежали к разным расовым породам, были осложнены тем фактом, что персонажи Канга, Колота и Кора появились с гладкими чертами в «Оригинальном сериале», но имели ребристую внешность в сериале «Звёздный путь: Глубокий космос 9», и что Ворф признал разница во внешности, когда экипаж космической станции «Глубокий космос 9» вернулся в 23 век в эпизоде "Испытания и испытания", но не дал никаких объяснений, сказав просто: «Мы не обсуждаем это с посторонними».
Каноническое объяснение этого изменения было дано в двухсерийной сюжетной линии сериала «Звёздный путь: Энтерпрайз», в эпизодах «Страдание» и «Расхождение», которые вышли в эфир в феврале 2005 года. Пытаясь воспроизвести эксперименты людей по созданию аугментированных солдат, клингонские ученые использовали генетический материал от подопытных людей на своих собственных людях, что привело к вирусной пандемии, в результате которой у клингонов развились физические характеристики, подобные человеческим. Доктор Флокс из «Энтерпрайза» сформулировал лекарство от вируса, но физические изменения остались у населения и были унаследованы потомством. Флокс указал, что «когда-нибудь» физические изменения можно будет обратить вспять. Главный ученый наконец упомянул, что пойдет на реконструктивную хирургию черепа, ещё один намек на «восстановление» хребтов для некоторых клингонов.
В неканонической игре «Star Trek: The Role Playing Game» (FASA, 1982) гладкоголовые клингоны, показанные в «Оригинальном сериале», назывались «слияниями», в частности, «человеческими слияниями», а также существовали «ромуланские слияния». Они представляли собой преднамеренное смешение генов клингонов с генами других рас, чтобы получить информацию и, таким образом, преимущество над другими расами. Человеческие слияния были выбраны для службы на границе Федерации из-за большого количества людей, присутствующих в Федерации. Слияния обоих типов считались низшими по сравнению с чистым штаммом «Имперские клингоны» и были отделены.
В неканонической видеоигре «Star Trek Online» клингоны под командованием посла Б’вата снова пытаются соединить ДНК других рас со своей собственной. В главе под названием «Абсолютный клингон» персонаж игрока отправляется на планету Х’атория в системе Корват, чтобы проникнуть в секретный клингонский исследовательский центр и обнаруживает, что Амар Сингх, потомок Хана Нуниен Сингха, объединил ДНК клингонов, аугментов и Горнов, чтобы создать свирепое, безмозглое чудовище, которое игрок должен уничтожить. Сингха арестовывают и заключают в тюрьму в учреждении 4028.

## Атрибуты

### Биология
Внешне клингоны — типичные млекопитающие гуманоиды, похожие на людей и носящие длинные волосы, бороды и усы. Наиболее заметная их особенность — остроконечный лоб и костяные наросты на ногах.
Клингоны обладают крепкой и выносливой физиологией, а также большим и мускулистым телосложением. Неоднократно клингоны показывались по физической силе равными или превышающими Джем’Хадар и Хирогенов, — двух других рас, обладающих огромной силой. В частности получеловек-полуклингонка Б’Эланна Торрес доказывает, что она сильнее чем вулканец. Анатомия клингонов избыточна и иным расам даже кажется несуразной, — каждый внутренний орган дублируется. В частости, у клингонов:
- двойной набор почек,
- восьмикамерное сердце,
- три легких,
- имеется вторичный ствол мозга.

Также обширен и вынослив скелет (28 рёбер в грудной клетке). Эта избыточность наблюдается даже на клеточном уровне. Например, у клингонов есть резервные синаптические сети в нервной системе, что позволяет организму клингона самостоятельно регенерировать позвоночник и спиной мозг, как это было продемонстрировано с Ворфом, когда позвоночник был удален хирургическим путем и заменен имплантированным, генетически клонированным новым, — имплантированный позвоночник прижился намного быстрее чем если бы это произошло с человеком, например. Ускоренный метаболизм позволяет раненым клингонам быстро исцеляться. Все это делает клингонов чрезвычайно выносливыми и трудноубиваемыми, что объясняет воинственный характер клингонов и их устойчивость к физическим травмам и воздействию вредных факторов окружающей среды и иммунитет к болезням. Только клингоны имеют естественную сопротивляемость «фагу», от которого страдают видийцы Дельта-квадранта. Но, в отличие от иных млекопитающих разумных видов, клингоны, подобно, кардассианцам избегают низких температур. У клингонов также обостренно обоняние, как это было показано в серии «Право первородства, часть II» в сериале «Следующее поколение», когда Ворф и клингонский мальчик отправляются на охоту и смогли выследить животное по запаху.
Клингонские дети жестоки и агрессивны по своей природе. Как только они начинают ходить, начинают оттачивать свои охотничьи и боевые навыки, укрепляя физическую силу и ловкость. Как и люди, они проходят через фазу полового созревания, которая, как выразился Пикард в «Звёздном пути: Восстание», «едва ли оправдывает это» и включает в себя внезапные всплески роста волос, резкие перепады настроения, склонность к насилию и клингонский эквивалент акне (называется «Горч» на клингонском). Клингоны живут до 150 лет, однако многие клингоны-мужчины погибают в бою молодыми. Срок беременности у женщин-клингонок составляет 30 недель, а сам процесс родов может продолжаться несколько суток.
Возможно жизнеспособные гибридные дети от межвидовых браков с бетазоидами, людьми Земли, ромуланцами и триллами. При этом доминантными остаются клингонские физиологические черты, которые продолжают проявляться на протяжении нескольких последующих поколений.
В фильме «Неоткрытая страна» показано, что цвет крови клингонов — розовый (однако, по другим источникам, — красный, как у людей или бордовый).

#### Сексуальность
Клингонский брачный ритуал включает в себя доминантные и боевые отношения и ритуалы. На сконструированном клингонском языке parmaqqaypu' (единственное число parmaqqay) выбирают себе пару для посвященного развлекательного сексуального союза. Как прокомментировал Доктор из сериала «Звёздный путь: Вояджер», считается хорошим предзнаменованием, если во время первой брачной ночи сломана ключица. В фильмах и сериалах «Звёздный путь» клингон, кусающий кого-то, указывает на своё желание спариться с тем кого кусает.
В серии «Дофин» сериала «Звёздный путь: Следующее поколение» Ворф утверждает, что брачный ритуал состоит из рева женщины, бросания вещей в мужчину и иногда царапания его, в то время как мужчина читает любовную поэзию и «много ныряет». Известно, что клингоны вступают в сексуальные отношения с людьми, причем персонаж Б’Эланна Торрес является примером гибрида клингона и человека. (Мать Б’Эланны Торреса — клингонка.) В серии «Справедливость» «Следующего поколения» Ворф заявляет, что он должен сопротивляться своим побуждениям к «общему сексу», поскольку единственные доступные ему женщины — человеческие женщины, которые более «хрупки», чем клингонские женщины. Когда Ворф был членом экипажа станции «Глубокий космос 9», у него и Джадзии Дакс завязались романтические отношения, и в конце концов они сочетались браком. Ворф считает сексуальные отношения между супругами глубоко духовной деятельностью и считает секс без официального спаривания бесчестным, хотя неизвестно, является ли это широко распространенным общественным мнением среди клингонов или просто личной позицией Ворфа.

### Культура
По сравнению с «Оригинальным сериалом», клингонская культура тщательно исследуется в более поздних эпизодах сериала, что является частью более масштабного развития сценаристов «Звёздного пути», направленного на углубление многопланово понимания зрителем инопланетных рас франшизы. Клингоны придерживаются строгого кодекса чести, похожего на совокупность японских, древнеславянских и древнегерманских обычев, и некоторые, такие как Гаурон, похоже, изо всех сил пытаются соответствовать своим идеалам. Их общество основано на войне и сражениях, — ритуальное самоубийство часто предпочтительнее жизни хромого воина и может позволить воину умереть с честью. Попасть в плен, а не погибнуть в бою, срамно не только для пленника, но и его потомков. Смерть изображается как время празднование, а не скорбь.
Клингоны изображаются как духовный народ. Согласно клингонским легендам, клингоны убили своих богов. Эквиваленты рая и ада называются Сто-Во-Кор и Гре’Тор соответственно. В Сто-Во-Коре битва и пир могут быть вечно выиграны и разделены, в то время как посланные к Гре’Тору осуждены на вечные пытки, если их честь не восстановлена живыми родственниками. Те, кто не погиб в бою, не могут войти в Сто-Во-Кор, — родственники предпринимают квесты, чтобы гарантировать своим умершим товарищам вход в Сто-Во-Кор. Несмотря на веру в загробную жизнь, клингоны совершают своего рода последний обряд. Когда воин умирает, ритуал заключается в том, чтобы широко раскрыть глаза, мычать в ожидании последнего вздоха и реветь ввысь, предупреждая мертвых о приближении клингонского воина (как показано в серии «Сердце славы»). Тем не менее, у клингонов нет погребальных обрядов, и они избавляются от трупов наиболее целесообразными доступными способами, считая их «пустыми оболочками».
Духовным лидером клингонов является Кахлесс — мессианская историческая фигура, установившая ранние кодексы чести и ставшая первым клингонским императором. Его легендарное оружие — Меч Кахлесса — изображается как уникальный бат’лет, служащий клингонским эквивалентом Экскалибура. В эпизоде «Нового поколения» «Законный наследник» Кахлесс предстает во плоти перед Ворфом, который сомневался в своей клингонской вере. Выясняется, что этот Кахлесс есть клоном, созданным в попытке объединить клингонов и выбран, чтобы возглавить клингонский народ в качестве подставного лица.

### Религия
Согласно легенде Кортар — «первый» клингон — и его супруга были созданы в месте под названием Ки’ту'. Эти двое уничтожили создавших их богов и превратили небеса в пепел. Об этом событии рассказывается на брачных церемониях в следующем единственном отрывке:

«Огнем и сталью боги выковали сердце клингонов. Оно билось так яростно, звук был таким громким, что боги закричали: „В сей день мы породили самое сильное сердце на всех небесах. Никто не может устоять. Перед ним, не дрожа перед его силой“. Но затем клингонское сердце ослабло, его ровный ритм сбился, и боги сказали: „Почему ты так ослаб? Мы сделали тебя сильнейшим во всем творении“. И сердце сказало… „Я один“. И боги знали, что они ошиблись. Итак, они вернулись в свою кузницу и выковали другое сердце. Но второе сердце билось сильнее первого, и первое завидовало его силе. К счастью, второе сердце было закалено мудростью. „Если мы объединимся, никакая сила не сможет нас остановить“. И когда два сердца начали биться вместе, они наполнили небеса ужасным звуком. Впервые боги познали страх. Они попытались бежать, но было слишком поздно. Сердца клингонов уничтожили богов, создавших их, и превратили небеса в пепел. По сей день никто не может противостоять биению двух клингонских сердец».
В серии "Баржа мертвых" в сериале «Звёздный путь: Вояджер» Б’Эланна Торрес представила себе Баржу мертвых в покаянии за бесчестие её клингонской матери Мирал, которую она чувствовала из-за того, что не воспитала свою дочь-получеловека клингонским воином Пути Кахлесса. Когда она пыталась (успешно) сбежать и отправиться в Гре’Тор — царство осрамленных мертвецов — Б’Эланна встретила Кортара, чья судьба после его смерти состояла в том, чтобы переправить души клингонов через Реку Крови к воротам Гре’Тора, где демоническое существо Фек’лр выжидало, чтобы поглотить особенно отвратительные души.
В серии «Правоверный наследник» сериала «Звёздный путь: Следующее поколение» клон Кахлесса ссылается на клингонскую легенду, рассказывающую о его возвращении возле звезды, которая видна с ночного неба родного мира клингонов. Это, в сочетании с сильными религиозными традициями клингонов, может свидетельствовать о том, что религиозные верования могли быть движущей силой ранних космических путешествий клингонов. Однако несколько источников из вселенной в сериале «Звёздный путь: Глубокий космос 9» заявляют, что космические путешествия были одним из наследий, оставленных мародерствующими Хур’ками, разграбивими родной мир клингонов Кронос, забрав с собой священные реликвии Клингонов (в том числе Меч). Вокруг звезды Кахлесса вращается как минимум одна планета, и первые высадившиеся на ней клингоны построили монастырь. Воины, которые пришли позже, посетили его, надеясь получить просветление через видение.

#### Жизнь после смерти
Клингоны, которые следуют Пути Воина, системе верований, разработанной Кахлессом Незабываемым, превыше всего ценят честь. Говорят, что те, кто умирает с целью и честью, присоединяются к Кахлессу (был первым клингонским императором и мессианской фигурой на Пути Воина) в Чёрном Флоте в Сто’Во’Коре, где сражения и пиршества могут длиться вечно, и каждый сраженный воин воскресает вновь для пиршества и следующей битвы. То есть Сто’Во’Кор похож на Вальхаллу земной культуры викингов. Что касается «Чести», то клингонское общество основано на войне и бое. Ритуальное самоубийство часто предпочтительнее жизни в качестве искалеченного воина и может позволить воину умереть с честью, в отличие от пленников, а их потомков, которые считаются «испорченными» в течение двух следующих поколений. Единственные способы преодолеть срам пленения — это либо покончить жизнь самоубийством, либо продолжать сражаться с похитителями до самой смерти («Светом ада», «Звёздный путь: Глубокий космос 9»). Совершившие измену Высшим советом клингонов предаются медленной смерти, в то время как их потомки «испорчены» в течение шести следующих поколений.
Почетных умерших не оплакивают, а чествуют. Глаза мертвого воина открываются, и все присутствующие клингоны с ревом сообщают воинам в Сто’Во’Коре, что воин присоединяется к ним. Тело мертвого воина рассматривается в основном как пустая оболочка, от которой нужно избавиться, — особенно уважаемые воины заставляют своих товарищей сопровождать тело для погребения или захоронения, «просто» для того, чтобы отпугнуть хищников (хотя это частный акт уважения к усопшему). Воины, у которых может возникнуть вопрос о том, будут ли они достойны войти в Сто’Во’Кор (например, не погибли в славной битве), могут получить опасное задание, выполняемое от их имени их выжившим товарищем и его или её товарищами. Если задание благополучно выполняется или выигрывается битва, умерший получает честь войти на и вход в Сто’Во’Коре. Умереть естественной смертью считается ужасным способом покончить с собой (The Royale: Star Trek The Next Generation). В то время как величайшая честь для клингона (как и для викинга) — умереть в бою, даже в разгар гражданской войны клингонов (иногда в нейтральной части родного мира клингонов) враги будут демонстрировать свою воинскую доблесть, регулярно бодаясь друг другу лбами (прекрасно зная, что они убьют друг друга в бою). Отказ пить кровавое вино и выливание его на землю сигнализирует о том, что клингон, противостоящий другому клингону, является кровным врагом. Клингон вызвает своего противника на дуэль противника («предателя») ударяя его тыльной стороной ладони по лицу. Боевой клич клингонов: «Да здравствует клингонская империя!»
Верования клингонов были записаны в серии свитков, вместе именуемых пак’батл, или Книгой почета. Одно пророчество, возможно, взятое из этой книги, касалось Кува’мага, религиозного деятеля, появление которого предсказано в будущем. Мирал Пэрис, дочь Тома Пэрис и Б’Эланны Торрес, считалась некоторыми экспатриантами-членами клингонского культа в Дельта-квадранте этим новым духовным лидером.
Гре’Тор (по-клингонски ghe’tor или 'gheor) — это клингонская загробная жизнь, куда уходят обесчещенные после смерти. Это клингонский эквивалент ада, и его охраняет грозный демон Фек’лр (грубо говоря, «Фек-Лар»; на клингонском языке veqlargh). Те несчастные клингоны, которые оказались в Гре’Торе, сталкиваются с вечными пытками Фек’лра и его демонов; однако клингонская легенда позволяет спасать души от Гре’Тора, обычно посредством героических жертв, совершаемых друзьями и семьёй (например, Калесс однажды добровольно отправился к Гре’Тору, чтобы спасти своего брата Мората и отправить его в Сто' Во’Кор).
Если клингон умирает и ему суждено отправиться в путешествие к Гре’Тору, он окажется на Барже Мертвых, которая путешествует по «реке крови» на пути к Гре’Тору. Души клингонов на барже искушаются похожими на сирены голосами, маскирующимися под друзей и членов семьи, которые пытаются заманить их с края в реку.
При нормальных обстоятельствах душам мертвых клингонов трудно покинуть Гре’Тора, как в выражении «Я сдамся, когда духи убегут от Гре’Тора!», но легенда о Калессе допускает такие вещи. Другим примером является мать Б’Эланны Торрес, которую сначала отправили к Гре’Тору из-за проступков дочери, но в конце концов отпустили.

### Клингонский язык
У клингонов есть свой язык, разработанный для художественных фильмов, который часто называют «гортанным». Для кинофильма Джеймс Духан, актёр, сыгравший Монтгомери Скотта, придумал первоначальный диалог на клингонском языке, воспроизведённый в фильме. Для фильма «В поисках Спока» Марк Окранд, создавший вулканский диалог, использованный в предыдущем фильме, разработал реальный рабочий клингонский язык на основе оригинальных выдуманных слов Духана.
Окранду была поставлена трудная задача придумать язык, который звучал бы чужеродно, но при этом был бы достаточно простым, чтобы актёры могли произносить его. В то время как большинство искусственных языков следуют основным принципам естественных языков — например, во всех языках есть звук «ах», — Окранд намеренно нарушил их. Он выбрал самую редкую форму построения предложения, форму объект-глагол-подлежащее: перевод фразы «Я сел на Энтерпрайз» будет построен как «Энтерпрайз сел на I». Окранд рассудил, что язык будет указывать на культуру — язык клингонов сосредоточен на действиях и глаголах, как и монгольский. Прилагательных строго не существует; нет слова «жадный», но есть глагол qur, означающий «быть жадным». Язык не содержит глагола «быть», что означало, что Окранду пришлось придумать обходной путь, когда режиссёр Николас Мейер хотел, чтобы его клингоны цитировали Шекспира и знаменитую строчку «быть или не быть» в «Неизведанной стране». Изначально Окранд придумал «жить или не жить», но Пламмеру не понравилось звучание этой строчки. Окранд вернулся и изменил фразу на «taH pagh, taHbe'», что примерно означает «продолжать или не продолжать [существование]». Клингонский язык имеет небольшой словарный запас по сравнению с естественными языками, содержащий около 2000 слов после того, как он был создан в 1990-х годах. После своего первоначального создания Окранд часто создавал новые слова, так что общее количество слов выросло примерно до 3000.
Окранд убедил Pocket Books опубликовать Клингонский словарь в 1985 году; в нём Окранд подробно остановился на грамматике, синтаксисе и словарном запасе клингонского языка. Хотя Окранд ожидал, что книга будет продаваться только как новинка, через одиннадцать лет после публикации было продано 250 000 экземпляров. Преданные клингонские энтузиасты, некоторые, но не все из которых были поклонниками «Звёздного пути», создали Институт клингонского языка, который издавал несколько журналов на этом языке. Хотя Paramount изначально пыталась помешать Институту использовать язык, защищенный авторским правом, компания в конце концов уступила. С тех пор Институт опубликовал клингонские переводы «Гамлета», «Много шума из ничего», «Дао дэ цзин», «Гильгамеш» и имеет переводы некоторых книг из Библии на своем веб-сайте. Библию оказалось трудно переводить, поскольку христианские понятия, такие как искупление, и такие слова, как Бог (до недавнего добавления Qun, означающего «бог»), не встречаются в клингонском наречии. Время от времени Окранд вносил поправки в «официальный» список клингонской лексики, частично из-за запросов Института и других групп. Другие клингонские группы проводят акции крови, боулинг и чемпионаты по гольфу Other Klingon groups run blood drives, bowling teams, and a golf championship..
Распространенность клингонского языка не ограничивается книгами; трехдисковая видеоигра «Star Trek: Klingon» требует от игроков изучения языка для продвижения вперед. В мае 2009 года в результате совместного сотрудничества между Институтом клингонского языка, Simon & Schuster и Ultralingua был запущен «Klingon Language Suite» для iPhone одновременно с выпуском нового фильма. Популярность языка означала, что в 1996 году он считался самым быстрорастущим искусственным языком, опережая другие языки, такие как эльфийский язык Толкина или эсперанто. В 2012 году приложение для изучения языков Duolingo добавило курс клингонского языка. Хотя этот язык широко распространен, владение им крайне редко; свободно говорящих на этом языке всего около дюжины. Сам Окранд не говорит свободно, и актёры, говорящие на этом языке в сериале «Звёздный путь», больше озабочены его выражением, чем фактической грамматикой. Согласно изданию Книги рекордов Гиннеса за 2006 год, клингонский является наиболее распространенным вымышленным языком по количеству говорящих, клингонский является одним из многих языковых интерфейсов в поисковой системе Google.

### Звездолёты
Поскольку клингоны изображаются как культура воинов, их звездолёты обычно изображаются как боевые корабли, хорошо вооруженные разнообразным лучевым вооружением и боеголовками из антиматерии. Многие клингонские корабли также используют технологию маскировки, чтобы скрыть судно из поля зрения. Первый дизайн клингонского корабля, использованный в «Оригинальной серии», линейный крейсер класса D7, был разработан Мэттом Джеффрисом, чтобы вызвать образ хищника, похожего на форму ската манты, придавая зрителям угрожающую и мгновенно узнаваемую форму. Конфигурация конструкции Джеффриса представляла собой выпуклый носовой корпус, соединённый длинной стрелой с крыловидным основным корпусом с гондолами двигателей, установленными на каждой законцовке крыла. Более поздние клингонские звездолёты других дизайнеров сохранили ту же общую конфигурацию, хотя и были обновлены, чтобы отразить соответствующие периоды времени: проекты Рика Штернбаха для «Следующего поколения» и «Глубокого космоса 9» опирались на элементы характеристик кораблей Звёздного флота, чтобы отразить союз между Федерацией и клингонами. В то время как проекты Джона Ивза для «Энтерпрайза» включали более прочную и примитивную конструкцию, чтобы суда выглядели соответствующими более раннему периоду времени.

### Родной мир
Родной мир клингонов получил несколько имен; по словам Марка Окранда, планету можно было бы называть по-разному, так же как Землю по-разному называют «миром» или «Террой». В ранней литературе «Звёздного пути» планета упоминалась как Клинжай, но в эпизоде "Сердце славы" в сериале «Следующее поколение» планета называлась Клинг. В фильме «Звёздный путь 6: Неоткрытая страна» это имя было установлено как Кронос; Позже Окранд разработал клингонскую транслитерацию «Qo’noS».
В фильме «Стартрек: Возмездие» название планеты пишется и произносится персоналом Звёздного Флота как «Кронос».
Согласно неканоническому «Клингону для галактического путешественника», Кро’ноС (говорят, что он находится в звёздной системе Омега Леонис) изображается зелёным, если смотреть из космоса. Он включает в себя одинокий огромный массив суши с обширным океаном, сильно наклоненную ось, которая вызывает резкие сезонные изменения, турбулентную атмосферу и крайности как теплой, так и холодной погоды. На планете расположена столица Клингонской империи, которая занимает видное место в нескольких эпизодах «Следующего поколения» и «Глубокого космоса 9». В «Звёздном пути: Возмездие» одна провинция Кроноса изображена как безлюдный и заброшенный постиндустриальный поселок. На орбите видна луна Праксис, составляющая около 1/4 диаметра Кроноса. Его разрушение было сюжетной точкой в фильме «Звёздный путь 6: Неоткрытая страна», последствия которого легли в основу сюжета фильма и более поздних событий в телесериале «Звёздный путь: Следующее поколение» .

### Развлекательные мероприятия

#### Боевые искусства
moQbara (мок’бара) — название вымышленного клингонского боевого искусства. Иногда это практикуется с бат’летом, холодным оружием с изогнутым лезвием, четырьмя наконечниками и зацепами на спине.
Этот стиль похож на тай-чи и был изобретен для «Звёздного пути» продюсером визуальных эффектов и мастером боевых искусств Дэном Карри.

#### Клингонская опера
Клингонская опера — это хорошо известный жанр традиционной клингонской музыки с определённым драматическим и стилистическим сходством с человеческой оперой. Типичные темы включают страстные рассказы об обреченной храбрости и несчастной любви. Большинство неклингонов считают его резкие тона оглушительными.
Клингоны увлечены оперой, которую они используют, чтобы совместить битву с искусством. Опера «У», пересказывающая легенду о битвах «Кахлесса Незабываемого», является первой (настоящей) земной постановкой клингонской оперы.

### Еда
- баггол — напиток, который лучше всего подавать теплым[55][56].
- Клингонское кровавое вино — красное вино, из которого Ворф запрограммировал репликаторы на «Энтерпрайзе-D» для создания близкого подобия[57][58]. Он также был доступен в баре «Quark’s» на станции «Глубокий космос 9»[58][59]. Его лучше всего подавать теплым[58][60], и это традиционный напиток, который употребляют воины, вступающие в Орден[58][61].
- bregit lung — традиционное клингонское блюдо, которое, по словам Уильяма Райкера, ему понравилось, когда он ненадолго служил на борту клингонского корабля «Паг»[62][63].
- chech’tluth — алкогольный напиток, предложенный Ворфом Данило Оделлу, лидеру колонии Бринглоиди, когда он принимал гостей этой колонии[64][65].
- огненное вино — алкогольный напиток, который Ворф однажды безуспешно пытался заказать в вымышленной таверне на голографическом Диком Западе[66].
- gagh — змеиные черви. Клингоны предпочитают есть их живыми[63][67].
- коготь пипиуса — традиционное блюдо, которое Уильям Райкер пробовал, изучая клингонскую культуру перед своим кратким заданием на борту «Пага»[63][68].
- racht — клингонские змеиные черви, крупнее gagh, но употребляемые аналогично им. Как и gagh, их лучше всего подавать вживую[69][70].
- рактаджино — клингонский кофе, доступный в баре «Quark» на станции «Глубокий космос 9», иногда подается со льдом[71][72]. Среди сотрудников станции, которые любили этот напиток, были командир Бенджамин Сиско[71][73], командир Джадзия Дакс и майор Кира Нерис, которым нравился её очень острый напиток с баджорской кавой[71][74].
- Кровавый пирог рокега — традиционное клингонское блюдо. Экипаж «Пага» подал его Уильяму Райкеру, когда он недолго служил на борту этого корабля, в качестве своего рода обряда инициации. Райкер доказал свою храбрость, заявив, что ему это нравится[63]. Это также любимая еда Ворфа, чья приемная мать освоила технику её приготовления, когда он был ребёнком[75][76]. В серии «День чести» сериала «Звездный путь: Вояджер» Ниликс подает его Б’Еланне Торрес, показывая, что он просмотрел клингонские традиции и обнаружил, что его подают во время клингонского Дня чести.
- Клингонское тушеное мясо из черепов — деликатес продается в ресторане «Replimat» на станции «Глубокий космос 9». Название блюда не упоминалось на экране, хотя его фотография, созданная художником-сценографом Дугом Дрекслером, была замечена на стене «Replimat»[77].
- тарг — зверь, похожий на кабана, с острыми клыками, родом с Кро’носа. Клингоны охотятся на животное ради еды и держат его в качестве домашнего питомца[78].
- warnog — клингонский эль, который восходит как минимум ко временам[38][79].
- зилм’кач — сегментированная оранжевая еда, которую едят клингоны[70][80].

## История Клингонской Империи

### Предыстория
Миллионы лет назад первые разумные существа во Млечном Пути смешивали свою ДНК с ДНК, обнаруженными на просторах Галактики. Поэтому возникшая на Кхоноше (Qo’noS) цивилизация частично произошла от доисторических форм жизни планеты, а частично — от инородных генов.
О жизни клингонского общества до создания империи почти ничего не известно. Клингонская религия говорит, что первый клингон Кортар убил богов, которые его создали, и за это был обречён переправлять души в Гре’тор — клингонский ад.

### Первое тысячелетие
Клингонская Империя возникла в 900 году нашей эры на родной клингонской планете Кронос. Основателем её является «Кейлесс Незабываемый», победивший тирана Молора.
Империя прошла несколько поколений правителей. Период между вторым и третьим императорами называют «Тёмным временем» (десятилетний эксперимент по устройству демократии).
Около XIV века Кронос был оккупирован хурками (Hur’q). (Во время оккупации хурки разграбили множество сокровищ, в том числе похитили меч первого императора). Через некоторое время клингоны изгнали хурков из своего мира. (На языке клингонов термин «хурки» обозначает любых пришельцев из других миров). Вероятно, что при этом они получили технологии захватчиков, включая их двигатели и системы оружия, использованные впоследствии для экспансии Империи в космос.
В 2069 был сформирован «Верховный Совет», заменявший собой Императора вплоть до 2369.

### XXII век
В начале XXII века в клингонском обществе повсеместно усилилось влияние класса воинов.
В 2151, в период «Временно́й Холодной войны» (англ. Temporal Cold War) была совершена попытка изменить ход истории путём разжигания волнений среди клингонов. Результатом этого стал первый контакт людей и клингонов и первый полёт земного звездолёта «Энтерпрайз» на скорости варп-5. Кроме того, участница этой миссии — Хоси Сато — стала первым человеком, изучившим клингонский язык.
Первоначально отношения между Землёй и Империей были ровными, однако впоследствии они ухудшились в результате побега капитана Арчера от клингонского правосудия и уничтожения одного из клингонских кораблей.
В конце XXII века клингоны попытались создать генетически усовершенствованных солдат, использовав разработки землян, а именно создание аугментов. Этот эксперимент привёл к тому, что усовершенствованные клингоны-солдаты стали похожи внешне на людей. Этот позор для клингонов продлился до середины XXIII века.

### XXIII век
Около 2218 года отношения между Клингонской Империей и Федерацией окончательно испортились и оставались враждебными до 2293 года.
В 2256 началась первая война между клингонами и Федерацией. Поводом к войне стала Битва у Двойной звезды, эта битва была спровоцирована Т’Кувмой, клингоном из Дома Т’Кувмы, который проповедовал необходимость объединения клингонских домов в единую империю. За первые шесть месяцев войны Федерация потеряла 8 186 человек. Всего за войну Федерация потеряла примерно треть всего флота и по меньшей мере — 100000 человек (Скорее всего куда больше). В ходе войны клингоны нанесли множество поражений Звездному флоту, уничтожили большую часть его командования и были готовы к удару по самой Земле. Но война была остановлена клингонкой из дома Мо’Кай и последовательницей Т’Кувмы Л’Релл, которая получила детонатор водородной бомбы заложенной в родном мире клингонов. С его помощью она заставила Великие дома клингонов принять её главенство в Империи.
В 2266 война между клингонами и Федерацией была остановлена, не начавшись, благодаря вмешательству органиан, вынудивших стороны подписать договор о ненападении и создании нейтральной зоны между их пространствами.
В 2267 клингоны и ромуланцы заключили военный союз, по которому, в числе прочего, ромуланцы получили несколько клингонских боевых звездолётов, а клингоны — технологию невидимости для своих кораблей.
В 2293 в результате взрыва одной из лун атмосфера Ку’ноСа была сильно загрязнена. Это событие стало поворотным в отношениях клингонов и Федерацией. Их отношения заметно улучшились, поскольку клингоны утратили возможности вести войны и решать эту новую проблему одновременно. Новый союз установился на долгие годы, прервавшись только на пару лет в 2372 из-за войны с кардассианцами (в которой клингоны воевали против кардассианцев, хоть и не на стороне Федерации).

### XXIV век
В 2344 клингоны и ромуланцы начали войну из-за нападения последних на клингонскую заставу «Нерендра-3». В эти годы звездолёт «Энтерпрайз-C», геройски погибший, защищая заставу, ещё сильнее укрепил союз клингонов и Федерации.
В 2357 Ворф стал первым клингоном, поступившим в Академию Звёздного Флота. По окончании обучения Ворф получил назначение офицером по тактике на звездолёт «Энтерпрайз-D».
В 2367 после убийства канцлера К’мпека в Клингонской Империи началась гражданская война, подогреваемая ромуланцами. Однако через некоторое время конфликт (не без вмешательства Федерации) был урегулирован, и новым канцлером стал Гаурон.
В 2369 решением Канцлера и Высокого Совета восстановлен титул Императора, которым стал клон первого императора Кейлесса (получивший имя Кейлесс Второй). Титул носил чисто формальный характер (в каком и нуждалась Империя). Реальная же власть сохранилась за Высоким Советом.
В 2371 отношения между Империей и Федерацией резко ухудшились, поскольку Федерация отказалась поддержать интервенцию клингонов в Кардассианский Союз. В 2372 году противоречия переросли во вражду. Но когда открылось, что этот конфликт практически инспирирован Доминионом, — было заключено перемирие. В конце 2372, когда кардассианцы открыто присоединились к Доминиону, капитан Сиско убедил канцлера Гаурона заключить мир с Федерацией.
В 2375 новый союз клингонов и Федерации, к которому присоединились ромуланцы, победил Доминион.

### Будущее Империи
До 2385 года Клингонская Империя оправлялась от потерь, понесённых в войне с Доминионом.
Согласно некоторым хронологиям, в 2554 Клингонская Империя присоединилась к Объединённой Федерации Планет.

## Лидеры Клингонской Империи
- Молор
- Кейлесс Незабываемый (правил с 900 года)
- Император Рекло (последний из 2-й династии)[83]
- «Темное время» (10-летний период демократии между 2 и 3 династиями)
- Император Рекло Второй (последний из 3-й династии)[83]
- Император Сомпек (деспотичный лидер, устроивший геноцид своих подданных)[84]
- Канцлер М’Рек (2154)[85]
- Канцлер Горкон (умер в 2293)
- Канцлер Азетбур (с 2293)
- Канцлер Мов’га (Вторая Империя)[86]
- Канцлер К’мпек (умер в 2366)
- Канцлер Гаурон (2366—2375)
- Император Кейлесс II (с 2369)
- Ворф, сын Мога, (2375, около 50 секунд между смертью Гаурона и своим первым и последним указом — назначением Мартока)
- Канцлер Марток (с 2375)

## Факты
- Поклонники иногда называют родную планету клингонов Кронос (англ. Qo'noS) «Клинжай» (Klinzhai), по её названию в первом фильме.
- Клингон — это также язык, на котором говорят клингоны. Он создан специально для фильма лингвистом Марком Окрандом. Существует «универсальный переводчик», дающий клингонские эквиваленты английским фразам, словарь, сборник пословиц и поговорок, периодический журнал, Институт клингонского языка и рок-группа, поющая только на нём.
- Существует язык программирования var’aq (рус. Варак), основанный на клингонском языке.
- В языке эсперанто имеется слово «klingo», означающие «лезвие». Его винительный падеж — «klingon».
- В Википедии с 2004 по 2005 год существовал раздел на клингонском языке[87].
- У поисковой системы Google есть поисковая страница на клингонском языке.
- В сиквеле 2013 года значительная роль отводится клингонам[88].
- Клингон Дворф в комедии «Звёздная развалина: В начале Пирка» — пародия на Ворфа.
- Существуют реальные прототипы клингонского оружия ближнего боя — бат’леты.